# 奧萊夫 (阿德拉爾省)
26°58′25″N 1°4′52″E / 26.97361°N 1.08111°E

奧萊夫（阿拉伯语：‎），是阿爾及利亞的城鎮，位於該國西南部，由阿德拉爾省負責管轄，是奧萊夫區的首府，海拔高度288米，面積2,420平方公里，2008年人口21,723，人口密度每平方公里9人。